# Benjamin Werndl
Benjamin Werndl (20 de julio de 1984) es un jinete alemán que compite en la modalidad de doma. Ganó una medalla de bronce en el Campeonato Mundial de Doma de 2022, en la prueba por equipos.

## Palmarés internacional
| Campeonato Mundial | Campeonato Mundial  | Campeonato Mundial | Campeonato Mundial |
| Año                | Lugar               | Medalla            | Categoría          |
| ------------------ | ------------------- | ------------------ | ------------------ |
| 2022               | Herning (Dinamarca) | Medalla de bronce  | Por equipos        |